# Liste der Straßen und Plätze in Flensburg/S
| Name                                            | Hintergrund | Koordinate                                                 | Schild |
| ----------------------------------------------- | --- | ---------------------------------------------------------- | ------ |
| Saaleweg Saalevej                               | Mit dem Ende des Zweiten Weltkrieges kamen viele Flüchtlinge und Heimatvertriebene nach Flensburg. Die Stadt wuchs. Viele Flensburger Straßennamen erinnern an die alte Heimat von Zugewanderten, so auch dieser. | Lage, Mürwik (PLZ 24943)                                   |        |
| Sandberg Sandbjerget                            | Siehe Sandberg (Flensburg) | Lage, Sandberg (PLZ 24937)                                 |        |
| Sandbergweg Sandbjergvej                        | Der Weg liegt nicht beim Sandberg (Flensburg), sondern bei Tarup. | Lage, Tarup (PLZ 24943)                                    |        |
| Saturnbogen Saturnbuen                          | Die Straße liegt im Sternenviertel. Dort wurden Straßen nach Planeten benannt. Der Saturnbogen, der nach dem Planeten Saturn benannt wurde, verläuft in mehreren Bögen. In der direkten Nachbarschaft zum Saturnbogen befindet sich außerdem der Siriusbogen. | Lage, Engelsby (PLZ 24943)                                 |        |
| Sauermannstraße Sauermanngade                   | Benannt nach Heinrich Sauermann. | Lage, Friesischer Berg/Westliche Höhe (PLZ 24937)          |        |
| Schäferweg Hyrdevej                             | Der Weg führt nach Schäferhaus. | Lage, Friesischer Berg (PLZ 24941)                         |        |
| Schervier-Straße                                | Die kleine Sackgasse wurde zunächst 1983 nach dem deutschen Chirurgen Gerhard Küntscher benannt. Im Jahr 2012 wurde die Gerhard-Küntscher-Straße nach Franziska Schervier in Schervier-Straße umbenannt; Vgl. dort. Gerhard Küntscher hatte im Flensburger Nachbereich, in Glücksburg gelebt. Ein entsprechender Zusammenhang zwischen der Stadt und Franziska Schervier existiert offenbar nicht. | Lage, Friesischer Berg (PLZ 24937)                         |        |
| Schiffbrücke Skibbroen                          | Siehe Schiffbrücke (Flensburg) | Lage, Flensburger Innenstadt (PLZ 24939)                   |        |
| Schiffbrückstraße Skibbrogade                   | Auf der Südseite steht das Prale-Gebäudeensemble, Schiffbrückstraße 4 bis 8, des Architekten Alexander Wilhelm Prale; Vgl. zum Straßennamen: Schiffbrücke (Flensburg) | Lage, Flensburger Innenstadt (PLZ 24937)                   |        |
| * Schiffbrückplatz                              | Siehe Schiffbrücke (Flensburg); Am Platz steht heutzutage eine Tafel mit Informationen zur Geschichte des (alten) „Schiffbrückplatzes“. | Lage, Flensburger Innenstadt                               |        |
| Schiffergang Skippergang                        | Die kleine Straße liegt im Kapitänsviertel und erinnert an Flensburgs Schiffer aus alten Zeiten. | Lage, Jürgensby (PLZ 24937)                                |        |
| Schlagbaumhof Bomgården                         | Hof am Schlagbaumweg. | Lage, Nordstadt (PLZ 24939)                                |        |
| Schlagbaumweg Bomvej                            | Der Schlagbaumweg war im 18. Jahrhundert eine Art Privatweg. Dort befand sich ein Schlagbaum, so dass nicht jeder den Weg nutzen konnte. | Lage, Nordstadt (PLZ 24939)                                |        |
| Schlehenbogen Slåenbuen                         | Vgl. Schlehdorn (Schlehe) | Lage, Mürwik (PLZ 24944)                                   |        |
| Schleibogen Slisvinget                          | Nach der Schlei benannt. 1963 erhielt der Schleibogen offiziell seinen Namen | Lage, Fruerlund (PLZ 24943)                                |        |
| Schleswiger Straße Slesviggade                  | Straße nach Schleswig. | Lage, Südstadt (PLZ 24941)                                 |        |
| Schloßstraße Slotsgade                          | Straßenname mit Bezug zur Duburg. | Lage, Flensburger Innenstadt/Neustadt (PLZ 24939)          |        |
| Schmetterlingsweg                               | Der Schmetterlingsweg wurde im Gegensatz zu den benachbarten Straßen nicht nach einer konkreten Schmetterlingsart benannt. — Nach Wunsch der FDP-Flensburg sollte noch eine weitere Straße zu der besagten Namensgruppe hinzugefügt werden. Der von der FDP eingereichte Antrag „RV-37/2014 1. Ergänzung“ sah 2014 vor, dass eine Straße in Weiche den Namen „Goldener-Scheckenfalter-Savanne“ erhalten sollte. Die Begründung lautete: „Der Goldene Scheckenfalter (Euphydryas aurinia) ist ein Schmetterling, der laut Presseveröffentlichung seit etwa 70 Jahren bei uns als verschollen gilt. Die Stiftung Naturschutz Schleswig-Holstein hat nun dafür gesorgt, dass sich diese Falterart auch in Flensburg wieder heimisch fühlen würde, wenn es sie hier denn noch gäbe. Diesen Einsatz sollte die Stadt Flensburg, deren Tierwelt maßgeblich von den Auswirkungen der Entwicklungsmaßnahmen profitiert, durch Benennung einer Straße würdigen. [...] In der Gartenstadt Weiche wurden bereits mehrere Straßen nach Schmetterlingsarten benannt, beispielsweise Kohlweißlingsweg oder Bläulingsweg. Leider wurden bislang nur Straßen nach Schmetterlingsarten benannt, die in unserer Region auch tatsächlich vorkommen. Mit der Benennung nach dem Goldenen Scheckenfalter wird eine weitere Voraussetzung geschaffen, damit sich auch ein eventuell zurückkehrendes Exemplar dieser bislang verschollenen Art hier willkommen fühlt. Die Benennung von Straßen nach Geländebesonderheiten ist im benannten Gebiet bereits gebräuchlich (z. B. Hagen, Furt). Mit dem Namensteil "Savanne" wird das Verdienst der Maßnahmenträger gewürdigt, den Flensburgern die erste Savanne in diesem Teil der Welt beschert zu haben.“ Der Antrag wurde abgelehnt, die angedachte Straße erhielt offiziell den Namen „Johannes-Mejer-Weg“. | Lage, Weiche (PLZ 24941)                                   |        |
| Schmiedeweg Smedjevej                           | Benannt nach der Taruper Schmiede in der angrenzenden Taruper Hauptstraße 74, die von 1877 bis ins 20. Jahrhundert bestand und anschließend seitdem als Fahrrad und Motorradhandlung dient. Die Schmiede war vom Schmiedemeister Johann Joachim Johannes Nachtigall eingerichtet worden. Seit 1921 war und ist das Gebäude im Besitz der Familie Braack. | Lage, Tarup (PLZ 24943)                                    |        |
| Schöne Aussicht Udsigten (Bellevue)             | Die an der Flensburger Förde gelegene bogenförmige Straße, die von Twedter Holz nach Waldeshöh führt, wurde 1911/1912 vom Stadtrat Dr. Karding und dem Kaufmann Wilhelm Schaberg angelegt. Zugleich wurde ein Sommerhaus der Kaufmannsfamilie Schaberg errichtet. Das Fachwerkhaus im Stil eines Forsthauses wurde vom Maurermeister H. Höft gebaut und erhielt zunächst die Twedter Holz 91. Erst später erhielt das Sommerhaus die Adresse Schöne Aussicht 49. Die Bezeichnung für die Gegend ist sprichwörtlich zu verstehen. Von der Gegend hat man zum Teil eine „schöne Aussicht“. Der Familienlegende der deutsch-amerikanischen Familie Markovits, die dort seit Jahrzehnten ihren Urlaub verbringt, stammt der Name von der alten Großmutter ihrer Familie. Offiziell erhielt die Straße ihren Namen aber offenbar schon am 20. April 1912. Zwei weitere alte Häuser der Straße Schöne Aussicht sind des Weiteren das 1929 errichtete Haus Schöne Aussicht 23 (früher Schöne Aussicht 19) sowie die Villa Schöne Aussicht 29 von 1934/35. Sämtliche der ersten Häuser wurden in Hanglage zur Förde hin errichtet. In den 1980er Jahren wurde parallel, südlich der Straße Schöne Aussicht, die Straße Solitüder Bogen angelegt (siehe unten). An dieser Straße entstand eine stark ausgeprägte neue Bebauung. Seitdem wurde auch die andere Seite der Straße Schöne Aussicht bebaut. Bei der Schönen Aussicht befinden sich heute zahlreiche Anwesen reicher Bürger. Die Straße Schöne Aussicht hat heute die Gestalt einer ungepflasterten Allee ohne Bürgersteig. 2009 musste an der Schönen Aussicht ein Rohbau abgerissen werden, da sich dieser fünf Meter zu dicht am Waldessaum befand. 2012 ließ ein weiterer Hausbesitzer, der den Straßennamen beim Wort nahm, illegal dreißig Bäume fällen, die zum dortigen Landschaftsschutzgebiet am Fördeufer gehörten. Trotz der Benennung als Schöne Aussicht zeichnet sich die Straße nicht durchgehend durch eine Aussicht aufs Wasser aus, sondern durch den dortigen, den Hang festigenden, Baumbestand. Hausbesitzer die dort eine freie Sicht aufs Meer beanspruchen, befinden sich somit im Irrtum. | Lage, Mürwik (PLZ 24944)                                   |        |
| Schottweg Skærvevej                             | Wohl ehemals mit Schotter aufgeschütteter Weg. | Lage, Mürwik (PLZ 24944)                                   |        |
| Schreiberstraße Skrivergade                     | Der Straßenname wurde Ende des 19. Jahrhunderts als Ergänzung zur Kanzleistraße gewählt, da man offenbar meinte, dass zu einer Kanzlei ein Schreiber gehörte. Ein wirklicher historischer Hintergrund liegt nicht vor. | Lage, Sandberg (PLZ 24937)                                 |        |
| Schulgang Skolesti                              | In Flensburg gibt es ein Schulgang, eine Schulgasse und eine Schulstraße. Der Schulgang liegt bei den Hohlwegen auf der Ostseite Flensburgs. Beim Schulgang liegt die alte Hohlwegschule. | Lage, Sandberg (PLZ 24943)                                 |        |
| Schulgasse Skolegyde                            | In Flensburg gibt es ein Schulgang, eine Schulgasse und eine Schulstraße. In der Schulgasse liegen die Kleinkinderschule sowie die ehemalige Marien-Mädchenschule III. | Lage, Nordstadt/Neustadt (PLZ 24939)                       |        |
| Schulstraße Skolegade                           | In Flensburg gibt es ein Schulgang, eine Schulgasse und eine Schulstraße. Bei der Schulstraße in Klues lag oder liegt eine Schule. | Lage, Nordstadt (PLZ 24939)                                |        |
| Schulze-Delitzsch-Straße Schulze-Delitzschgade  | Benannt nach Hermann Schulze-Delitzsch. | Lage, Sandberg (PLZ 24943)                                 |        |
| Schützengasse Skyttegade                        | Liegt bei der Schützenkuhle (siehe dort). | Lage, Friesischer Berg (PLZ 24937)                         |        |
| Schützenkuhle Skyttegyde                        | Bei der dortigen Talschlucht befand sich nach 1864 die Schießbahn der St.Nikolai-Schützengilde. Zuvor befand sich die Schießbahn beim Kanonenberg (siehe dort). Die Schützenkuhel vervollständigt seit der Mitte des 20. Jahrhunderts den Verlauf der B 199. | Lage, Südstadt/Friesischer Berg (PLZ 24937)                |        |
| Schwalbenstraße Svalegade                       | Benannt nach der Vogelart der Schwalben. Die angrenzenden Straßen sind ebenfalls nach Vogelarten benannt. | Lage, Nordstadt (PLZ 24939)                                |        |
| Schwärmerhof                                    | Benannt nach der Schmetterlingsart Schwärmer. Benachbarte Straßen wurden ebenfalls nach Schmetterlingsarten benannt. | Lage, Weiche (PLZ 24941)                                   |        |
| Schwarzental Sortedal                           | Vgl. Schwarzenbachtal (Flensburg) | Lage, Nordstadt (PLZ 24939)                                |        |
| Schwarzer Weg Sortevej                          | Eine volkstümliche Bezeichnung. 1913 wurde die Straße erstmals unter dem Namen „Schwarzer Gang“ erwähnt. Die Straße erhielt ihren offiziellen Namen in den 1950er oder 1960er Jahren. Früher standen am Schwarzen Weg Bunker, die mittlerweile für Wohnbebauung abgerissen wurden. | Lage, Neustadt (PLZ 24939)                                 |        |
| Schwedengang Svenskergang                       | Beim Schwedengang befanden sich 1849 die Pferdeställe für die schwedischen Truppen. Beim Schwedengang befindet sich heute die 1889 entstandene Walzenmühle. | Lage, Neustadt (PLZ 24939)                                 |        |
| Schwentineweg Schwentinegade                    | Nach dem Schleswig-holsteinischen Fluss Schwentine benannt. | Lage, Fruerlund (PLZ 24943)                                |        |
| * Schwingsinger Weg                             | Benennungshintergrund des Feldweges ist unklar. | Lage, Tarup                                                |        |
| * Seewarte                                      | Kreuzungsbereich der Mürwiker Straße mit der Blücherstraße und Swinemünder Straße; Siehe Klosterholz | Lage, Mürwik                                               |        |
| Segelmacherstraße Sejlmagergade                 | Die beim Flensburger Hafen liegende Straße erhielt ihren Namen im Jahr 1980. Ihr Name bewahrt die Erinnerung an die Segelmacher der Stadt, welche in früheren Zeiten Segel für Segelschiffe herstellten. | Lage, Flensburger Innenstadt (PLZ 24939)                   |        |
| Selckstraße Selckgade                           | 1926 benannt nach dem Kaufmann und Flensburger Stadtverordneten Friedrich Wilhelm Selck. 1911 wurde Selck, der sich unter anderem durch verschiedene wohltätige Stiftungen verdient gemacht hatte, zum Ehrenbürger der Stadt Flensburg ernannt. Für sein soziales Wirken erhielt Selck zudem von Wilhelm II. den Roten Adlerorden 4. Klasse. | Lage, Westliche Höhe (PLZ 24937)                           |        |
| Serpentine Serpentinen                          | Gehweg in Form einer Serpentine vom Bahnhof Flensburg zur Schleswiger Straße und zugleich damit zum größten Teil der Südstadt. | Lage, Südstadt (PLZ 24937)                                 |        |
| Sigurdstraße Sigurdsgade                        | Benannt nach dem germanischen Helden Sigurd (Siegfried dem Drachentöter) aus der Nibelungensage. Ähnlich benannte, benachbarte Straßen heißen Freyastraße und Wotanweg. | Lage, Nordstadt (PLZ 24939)                                |        |
| Siriusbogen Siriusbuen                          | Die Straße liegt im Sternenviertel, in dem die Straßen nach Planeten benannt wurden. Der Siriusbogen, der nach dem Doppelstern Sirius benannt wurde, verläuft bogenförmig. In der Nachbarschaft existieren Straßen die nach Planeten benannt wurden, weshalb das dortige Viertel den Namen Sternenviertel erhielt. | Lage, Engelsby (PLZ 24943)                                 |        |
| Slupsk-Park                                     | Der Slupsk-Park ist eigentlich ein Park, befindet sich jedoch dennoch im offiziellen Straßenverzeichnis der Stadt. Der nach der Partnerstadt Słupsk benannte Park beginnt am Nettelbeckplatz und verläuft entlang der Straße Fruerlundlücke. | Lage, Fruerlund (PLZ 24943)                                |        |
| Solitüde Solitude                               | Siehe Solitüde (Flensburg) | Lage, Mürwik (PLZ 24944)                                   |        |
| Solitüder Bogen Solitidebuen                    | 1984 wurde parallel, südlich der Straße Schöne Aussicht (siehe oben), die Straße Solitüder Bogen angelegt. An dieser Straße entstand eine stark ausgeprägte Neubebauung. | Lage, Mürwik (PLZ 24944)                                   |        |
| Solitüder Straße Solitudebuen                   | Die Straße führt vom Twedter Plack, an Twedter Holz vorbei und über Waldeshöh nach Solitüde. | Lage, Mürwik (PLZ 24944)                                   |        |
| Solitüder Waldhöhe Solitude Skovbakke           | Vgl. Waldeshöh | Lage, Mürwik (PLZ 24944)                                   |        |
| Sonderburger Straße Sønderborggade              | Benannt nach der Stadt Sonderburg, wo sich dessen namensgebendes Schloss Sonderburg befindet. | Lage, Nordstadt (PLZ 24939)                                |        |
| Sophienstraße Sophiegade                        | Benannt nach im Jahr 1882 nach Prinzessin Sophie von Preußen (1870–1932). 1898 folgte die Benennung der benachbarten Kleine Sophienstraße. Die Sophienstraße ist nicht mit dem Flensburger Sophienhof zu verwechseln, der in einem anderen Teil der Stadt liegt. | Lage, Friesischer Berg (PLZ 24937)                         |        |
| Spechtstraße Spættegade                         | In der Kaiserzeit wohnten in der Straße mit Arbeiterwohnungen englische Fachkräfte, die bei der Flensburger Werft beschäftigt waren. Die Straße wurde in Folge zunächst „Klein-England“ genannt. 1940 erhielt die Straße ihren heutigen Namen. Sie wurde nach der Vogelart der Spechtes benannt. Die angrenzenden Straßen wurden ebenfalls nach Vogelarten benannt. | Lage, Nordstadt (PLZ 24939)                                |        |
| Speckberg Spækbjerget                           | Siehe Trögelsby#Der Speckberg | Lage, Engelsby (PLZ 24943)                                 |        |
| Speicherlinie Pakhuslinien                      | Die Anfang der 1980er Jahre hergestellte Straße, führt an mehreren Kaufmannshöfen mit Speichergebäuden entlang. So befindet sich dort beispielsweise auch der Westindienspeicher, der an den Flensburger Westindienspeicher erinnert. | Lage, Flensburger Innenstadt (PLZ 24937)                   |        |
| Sperlingshof Spurvegården                       | Vgl. Sperlinge (Weitere Straßen der Gegend sind ebenfalls nach Vogelarten benannt.) | Lage, Nordstadt (PLZ 24939)                                |        |
| Stadtweg                                        | Der Weg markiert im Westen die Grenze der Gemeinde Handewitt mit der Stadt Flensburg. Am Weg liegen Teile des Dorfes Gottrupel, die zu Flensburg gehören. — Bei Weding existiert im Übrigen ein weiterer Stadtweg; vgl. dort. | Lage, Friesischer Berg/Handewitt (PLZ 24983)               |        |
| Stadtweide                                      | Die abzweigenden Straßen westlich und südlich der Ebenezer-Howard-Allee wurden gemäß der Benennung mit dem Weiden oder Treiben von Vieh in Zusammenhang gebracht. | Lage, Weiche (PLZ 24941)                                   |        |
| Stauffenbergstraße Stauffenbergsgade            | Nach Claus Schenk Graf von Stauffenberg benannt. | Lage, Westliche Höhe (PLZ 24937)                           |        |
| Stävenskoppel Stavnskobbel                      | „Staven“ ist gemäß dem Sprachforscher Otto Mensing ein altes niederdeutsches Wort, das ein „Bauernhaus mit Feldern“ bezeichnet. Wolfgang Lindow setzt in seinem niederdeutschen Wörterbuch das Wort „Staav“ mit dem Stövchen in Beziehung und erwähnt, dass es selten auch „Badestube“ heißen würde und in dieser Bedeutung noch in Straßennamen vorkomme. Mit dem Wort Koppel wird aber zumindest eindeutig auf eine solche hingewiesen. Die Straße erhielt ihren Namen offiziell im Jahr 1989. | Lage, Mürwik (PLZ 24944)                                   |        |
| Steinfelder Weg Stenmarksvej                    | Der Straßenname setzt sich offensichtlich aus dem Wort „Stein“ und „Feld“ zusammen. Der Name „Steinfeld“ ist für den bei der Eckernförder Landstraße liegenden Bereich offenbar seit dem 16. Jahrhundert belegt. Die Straße erhielt offiziell ihren Namen Anfang der 1930er Jahre. | Lage, Südstadt (PLZ 24941)                                 |        |
| Steingrund Stengrunden                          | Benannt wohl nach dem steinigen Grund dort. Die Straße erhielt ihren Namen im Jahr 1984. | Lage, Mürwik (PLZ 24944)                                   |        |
| Steinstraße Stengade                            | Vermutlich volkstümlich so benannt. Vgl. Stein | Lage, Nordstadt (PLZ 24939)                                |        |
| Stephanhof Stephansgården                       | Benannt nach Heinrich von Stephan. | Lage, Jürgensby (PLZ 24943)                                |        |
| Steuermannsgang Styrmansgyde                    | Die Straße erhielt ihren Namen offiziell im Jahr 1957. Die volkstümliche Benennung verweist darauf, dass in dem Bereich der Stadt zahlreiche Seeleute wohnten. Siehe Kapitänsviertel | Lage, Jürgensby (PLZ 24937)                                |        |
| Stiftstraße Stiftelsesgade                      | Die Straße erhielt ihren Name im Jahr 1899, denn in ihr liegen das Anna-Thomsen-Stift und das Nackestift. Um 2019 wurde die Stiftstraße, zum Wohnquartier Schwarzenbachtal hin, verlängert. | Lage, Neustadt (PLZ 24939)                                 |        |
| Stille Liebe (Ost) Kærlighedsvej, Østre         | Liegt im Gebiet von Adelby. Der Zusatz Ost wurde hinzugefügt um die Straße von Stille Liebe (West) zu unterscheiden. (Ein südliches Stille Liebe liegt bei Tastrup. Eine nördliche existiert nicht.) | Lage, Tarup (PLZ 24943)                                    |        |
| Stille Liebe (West) Kærlighedsvej, Vestre       | Liegt bei der Westerkoppel und verläuft Richtung Marienhölzung. Der Zusatz West wurde hinzugefügt um die Straße von Stille Liebe (Ost) zu unterscheiden. (Ein südliches Stille Liebe liegt bei Tastrup Eine nördliche existiert nicht.) | Lage, Westliche Höhe (PLZ 24941)                           |        |
| St.-Jürgen-Gang                                 | Straße im Stadtteil Jürgensby, unweit der St. Jürgen-Kirche. | Lage, Jürgensby (PLZ 24943)                                |        |
| St.-Jürgen-Platz Skt. Jørgens Plads             | Am Anfang des 20. Jahrhunderts angelegter Platz im Stadtteil Jürgensby. Der an der Bismarckstraße gelegene Platz wurde 1911 als Kinderspielplatz angelegt. Ungefähr seit 1945 entwickelte er sich zu einer reinen Grünanlage. Als Kinderspielplatz dient heutzutage der benachbarte Bremerplatz. Am Rande des Platzes befindet sich unter der Adresse Bismarckstraße 53 ein modernes Flachdachgebäude, in dem heute ein Asia-Imbiss (Stand 2019) beheimatet ist. Hinsichtlich der weiteren Gebäudebebauung am St.-Jürgen-Platz vgl. dort. | Lage, Jürgensby (PLZ 24943)                                |        |
| St.-Jürgen-Straße Skt. Jørgens Gade             | Straße des Stadtbezirks St. Jürgen, des Stadtteils Jürgensby, welche durch das Kapitänsviertel zur Kirche St. Jürgen-Kirche führt. | Lage, Jürgensby (PLZ 24937)                                |        |
| St.-Jürgen-Treppe                               | Die St.-Jürgen-Treppe trägt den Namen St. Jürgen offenbar schon seit dem Ende des 19. Jahrhunderts. Erstmals belegt wurde sie im Jahr 1897 im Flensburger Adressbuch. Sie wurde darin als „Treppenstraße“ eingestuft. Die St.-Jürgen-Treppe führt von der St.-Jürgen-Straße den östlichen Fördehang zum Erlenweg des Stadtbezirks Jürgensgaard hinauf. Nachdem Jürgensgaard im Jahr 1900 eingemeindet worden war, war die Treppe im ersten Jahrzehnt des 20. Jahrhunderts als eine Prachtstraße neu gestaltet worden. Die große Steintreppe überwindet in mehreren Absätzen, mit versetzten Läufen einen Höhenunterschied von 60 Metern. 145 Treppenstufen muss ein Fußgänger bewältigen. Die Treppe mündet in einer Aussichtskanzel, von der große Teile der Flensburger Innenstadt, des Johannisviertels, von St. Jürgen sowie des Flensburger Hafens zu überblicken sind. Neben dieser St.-Jürgen-Treppe existiert auch noch die Kleine St.-Jürgen-Treppe, weshalb die besagte Treppe auch „Große St.-Jürgen-Treppe“ genannt wird. | Lage, Jürgensby (PLZ 24943)                                |        |
| St.-Jürgen-Winkel                               | Straße im Stadtteil Jürgensby, unweit der St. Jürgen-Kirche, die nach der Lage benannt wurde. | Lage, Jürgensby (PLZ 24943)                                |        |
| Stadtpark                                       | Vgl. Stadtpark (Flensburg) | Lage, Westliche Höhe (PLZ 24937)                           |        |
| Stralsunder Straße Stralsundgade                | Mit dem Ende des Zweiten Weltkrieges kamen viele Flüchtlinge und Heimatvertriebene nach Flensburg. Die Stadt wuchs. Viele Flensburger Straßennamen erinnern an die alte Heimat von Zugewanderten, diese vermutlich ebenfalls. Die benachbarten Straßen sind nach den Hansestädten Rostock und Stralsund benannt. | Lage, Mürwik (PLZ 24944)                                   |        |
| Strandfrieden Strandfreden                      | Siehe Fahrensodde | Lage, Mürwik (PLZ 24944)                                   |        |
| * Strandwanderweg                               | Weg der an der Strandkante bei Twedter Mark entlang. Er beginnt beziehungsweise endet bei der Marineschule Mürwik. | Lage, Mürwik                                               |        |
| Strandweg Strandvej                             | Eine ehemalige Strandpromenade am Westufer im Stadtbezirk Galwik beim Gelände der Stadtwerke Flensburg. Ein Stück weiter nördlich befindet sich noch heute das Ostseebad. Der Strandweg ist nicht zu verwechseln mit dem Twedter Strandweg. | Lage, Nordstadt (PLZ 24939)                                |        |
| Strucksdamm Strucksdam                          | Beim Strucksdamm handelte es sich um einen Fischteich. „Damm“ bedeutet so auch „aufgestauter Teich“. Erwähnt wird Strucksdamm in der Sage der Eddeboe. Der Teich soll der Sage nach einem Ritter, der auf der Hoenborg beim Weinberg gelebt hat, gehört haben. 1448 wurde der Teich Herzog Adolf zur Nutznießung überlassen. Später nutzten ihn die Duburger Amtmänner zum Fischen. Bei der Straße, die im Stadtbereich Falkenberg liegt, befindet sich heute ein Teich, vermutlich der Strucksdamm. | Lage, Westliche Höhe (PLZ 24939)                           |        |
| Struvehof                                       | Gehörte seit dem 19. Jahrhundert der Familie Struve. Vgl. Oscar-Struve-Weg sowie Ludwigstal | Lage, Tarup (PLZ 24943)                                    |        |
| Struvekoppel                                    | Gehörte seit dem 19. Jahrhundert der Familie Struve. Vgl. Oscar-Struve-Weg sowie Ludwigstal | Lage, Tarup (PLZ 24943)                                    |        |
| Struvelücke                                     | Gehörte seit dem 19. Jahrhundert der Familie Struve. Vgl. Oscar-Struve-Weg sowie Ludwigstal | Lage, Tarup (PLZ 24943)                                    |        |
| Struvetoft                                      | Gehörte seit dem 19. Jahrhundert der Familie Struve. Vgl. Oscar-Struve-Weg sowie Ludwigstal | Lage, Tarup (PLZ 24943)                                    |        |
| Stuhrsallee Stuhrs Allé                         | Benannt nach dem Kaufmann Peter Clausen Stuhr (1759–1820). | Lage, Friesischer Berg/Westliche Höhe (PLZ 24937)          |        |
| * Stützpunktstraße                              | Mit diesem Namen wurde früher offenbar insbesondere die Straße am Marinehafen des Stützpunktes Flensburg-Mürwik benannt. Besagte Straße wurde 2002 in Fördepromenade (siehe dort) umbenannt. Offensichtlich erhielt jedoch die Straßenverbindung über die Parkpalette zwischen der Fördepromenade und der Straße Am Fördehang keinen neuen Namen. | Lage, Mürwik                                               |        |
| Süderfischerstraße Søndre Fiskergade            | Die Straße liegt südlicher als die Norderfischerstraße im Gertrudenviertel. Sie beginnt an der Kreuzung Karlstraße/Plankemai und endet bei der Angelburger Straße beim Thormählen-Haus. In der alten Straße im Johannisviertel wohnten früher Fischer. Seit den 1950er Jahren war sie auf Grund eines Straßenbauprojektes, das den Bau einer Hochschnellstraße vorsah, abrissgefährdet. 1968 wurde im Flächennutzungsplan parallel zum Bahndamm der Flensburger Hafenbahn ein Geländestreifen für die Errichtung der besagten Hochschnellstraße ausgewiesen, welche an der Hafenspitze mit einer ebenfalls erhöhten Straßenführung der Ost- und Westseite, ähnlich der Gestalt eines Autobahnkreuzes, verbunden werden sollte. Das Straßenprojekt, nach Plänen des Architekten Bruno Wehner, wurde nicht umgesetzt und ungefähr in den 1990er Jahren endgültig verworfen. Die Flensburger Innenstadt wurde stattdessen durch die Westtangente und Osttangente entlastet. In der Straße befand sich früher eine Stadtpforte der Flensburger Stadtbefestigung. | Lage, Jürgensby (PLZ 24937)                                |        |
| Südergraben Søndergravene                       | Der Südergraben liegt südlich der Straße Nordergraben. Der Straßenzug markiert den Verlauf des ehemaligen Stadtgrabens. Vgl. Flensburger Stadtbefestigung. Aus der heutigen Bebauung ragt heute am deutlichsten die Auguste-Viktoria-Schule heraus. | Lage, Flensburger Innenstadt/Friesische Straße (PLZ 24937) |        |
| Süderhofenden Søndergårdender                   | Der Straße beim ZOB erhielt ihren Namen da dort früher an der Straße die Gärten der Kaufmannshöfe vom Holm endeten. Die Straße vervollständigt seit der Mitte des 20. Jahrhunderts den Verlauf der B 199. Die Gärten existieren nicht mehr (vgl. auch Norderhofenden). | Lage, Flensburger Innenstadt (PLZ 24937)                   |        |
| Süderlücke Sønderløkke                          | Süder bedeutet „südlich“. Lücke bedeutet Koppel. Die Straße unweit des Twedter Placks in Mürwik erhielt ihren Namen offiziell 1959. | Lage, Mürwik (PLZ 24944)                                   |        |
| Südermarkt Søndertorv                           | Siehe Südermarkt | Lage, Flensburger Innenstadt (PLZ 24937)                   |        |
| Sudetenweg                                      | Mit dem Ende des Zweiten Weltkrieges kamen viele Flüchtlinge und Heimatvertriebene nach Flensburg. Die Stadt wuchs. Viele Flensburger Straßennamen erinnern an die alte Heimat von Zugewanderten, so auch dieser. | Lage, Fruerlund (PLZ 24943)                                |        |
| Sünderup (Dorf) Sønderup                        | Siehe Sünderup | Lage, Tarup (PLZ 24943)                                    |        |
| Sünderuper Weg Sønderupvej                      | Weg nach Sünderup. | Lage, Tarup (PLZ 24943)                                    |        |
| Sünderuperhof (auch: Sünderup-Hof) Sønderupgård | Zufahrtstraße zum Sünderuphof. | Lage, Sünderup (PLZ 24943)                                 |        |
| Swinemünder Straße Swinemündegade               | Mit dem Ende des Zweiten Weltkrieges kamen viele Flüchtlinge und Heimatvertriebene nach Flensburg. Die Stadt wuchs. Viele Flensburger Straßennamen erinnern an die alte Heimat von Zugewanderten, so auch dieser. Die konkrete Straße wurde 1955 nach Swinemünde benannt. In den Jahren 1954 bis 1956 wurde Flensburg Patenstadt von Swinemünde (vgl. Städtepatenschaft und Städtepartnerschaften Flensburgs). | Lage, Mürwik (PLZ 24944)                                   |        |
| Sylter Straße Sildsgade                         | Die Straße wurde 1955 nach der Insel Sylt benannt. Neben der Sylter Straße liegt der Keitumer Weg (siehe dort). In der Sylter Straße Nr. 7 befindet sich die Heilandskapelle. Noch 1958 stellte die Kapelle das einzige Gebäude der Straße dar. 1960 entstanden die heutigen Reihenhäuser. | Lage, Weiche (PLZ 24941)                                   |        |

Fußnoten
1. ↑  Flensburger Tageblatt: Küntscher-Straße wird Schervier-Straße: Kein Platz für Dr. Küntscher, vom: 5. November 2012; abgerufen am: 1. März 2015
2. ↑  Flensburger Architektur: Prächtige Bauten in Ziegel-Vielfalt, vom: 16. August 2015; abgerufen am: 20. Dezember 2016
3. ↑  Flensburger Tageblatt: Expedition ins Kapitänsviertel, abgerufen am: 16. Juli 2013; abgerufen am: 19. Februar 2017
4. ↑  Die Duburg, Festung und Schloss auf der westlichen Höhe (Memento des Originals vom 21. Juni 2015 im Internet Archive)  Info: Der Archivlink wurde automatisch eingesetzt und noch nicht geprüft. Bitte prüfe Original- und Archivlink gemäß Anleitung und entferne dann diesen Hinweis., Seite 7 und 10
5. ↑  RV-37/2014 1. Ergänzung (Memento des Originals vom 2. April 2015 im Internet Archive)  Info: Der Archivlink wurde automatisch eingesetzt und noch nicht geprüft. Bitte prüfe Original- und Archivlink gemäß Anleitung und entferne dann diesen Hinweis. (auf der Seite der FDP) beziehungsweise Öffentliche Sitzungsunterlagen (aktualisiert: 22. Mai 2014) (6.150 kB), Seite 132
6. ↑  Vgl. Zweirad Braack, abgerufen am: 19. Februar 2017
7. ↑  Der Familie gehörte noch in den 1980er Jahren der Spielzeugladen Schaberg auf dem Holm, gegenüber dem Kaufhaus Hertie, heute Karstadt.
8. ↑  Lutz Wilde: Denkmaltopographie Bundesrepublik Deutschland, Kulturdenkmale in Schleswig-Holstein. Band 2, Flensburg, S. 548
9. ↑  Flensburger Tageblatt: Zwischen Texas und Flensburg: Kindheit wie im Paradies, vom: 13. Juli 2015; abgerufen am: 20. Juni 2016
10. ↑  Vgl. Die besten Wohnlagen in Flensburg (Memento des Originals vom 21. Juni 2016 im Internet Archive)  Info: Der Archivlink wurde automatisch eingesetzt und noch nicht geprüft. Bitte prüfe Original- und Archivlink gemäß Anleitung und entferne dann diesen Hinweis., abgerufen am 21. Juni 2016
11. ↑  Flensburger Tageblatt: Fehlplanung: Keine Einsicht an der Schönen Aussicht vom: 24. April 2009; abgerufen am: 20. Juni 2016
12. ↑  Illegaler Kahlschlag an der Schönen Aussicht, vom: 20. März 2012; abgerufen am: 20. Juni 2016
13. ↑  Lutz Wilde: Denkmaltopographie Bundesrepublik Deutschland, Kulturdenkmale in Schleswig-Holstein. Band 2, Flensburg, S. 344
14. ↑  Flensburger Tageblatt: Ärger in Flensburger Baugebiet: Schwarzer Tag am Schwarzen Weg, vom: 22. November 2013; abgerufen am: 31. Mai 2015
15. ↑  Gesellschaft für Flensburger Stadtgeschichte (Hrsg.): Flensburg in Geschichte und Gegenwart. Flensburg 1972, Seite 405
16. ↑  Straßen in Deutschland. Schwingsinger Weg, abgerufen am: 25. Oktober 2019
17. ↑  Beschlussvorlage RV-135/2008. Änderung des Flächennutzungsplanes ("Groß-Tarup"), von: 2008; abgerufen am: 25. Oktober 2019
18. ↑  Flensburger Tageblatt: Flensburger Köpfe: F. W. Selck: Wohltäter und Ehrenbürger, vom: 5. August 2011; abgerufen am: 7. April 2018
19. ↑  Dieter Pust: Flensburger Straßennamen. Gesellschaft für Flensburger Stadtgeschichte, Flensburg 2005, ISBN 3-925856-50-1, Artikel: Selckstraße
20. ↑  Flensburger Tageblatt: Wo die Straßen wie Götter heißen, vom: 2. Juli 2011, abgerufen am: 18. Februar 2015
21. ↑  Flensburger Tageblatt: Stadtplanung: Ein Park für Słupsk in Fruerlund, vom: 13. Mai 2014; abgerufen am: 3. Dezember 2019
22. ↑  Lutz Wilde: Denkmaltopographie Bundesrepublik Deutschland, Kulturdenkmale in Schleswig-Holstein. Band 2, Flensburg, S. 548
23. ↑  Andreas Oeding, Broder Schwensen, Michael Sturm: Flexikon. 725 Aha-Erlebnisse aus Flensburg! Flensburg 2009, Artikel: Klein-England.
24. ↑  Flensburg Journal: Harrisleer Straße – auch „Klein England“ genannt, vom: 30. April 2018; abgerufen am: 27. Oktober 2019
25. ↑  Dieter Pust: Flensburger Straßennamen. Gesellschaft für Flensburger Stadtgeschichte, Flensburg 2005, ISBN 3-925856-50-1, Artikel: Stävenskoppel
26. ↑  Wolfgang Lindow: Plattdeutsch-hochdeutsches Wörterbuch. 5. Auflage. 1998, Eintrag: Staav
27. ↑  Gesellschaft für Flensburger Stadtgeschichte (Hrsg.): Flensburg in Geschichte und Gegenwart. Flensburg 1972, Seite 449
28. ↑  Gesellschaft für Flensburger Stadtgeschichte (Hrsg.): Flensburg in Geschichte und Gegenwart. Flensburg 1972, Seite 449
29. ↑  Neue Straßennamen im Wohnquartier Schwarzenbachtal, vom: 3. Juli 2019; abgerufen am: 30. Oktober 2019
30. ↑  Vgl. Flensburger Tageblatt: Blick auf die Jahresringe der wachsenden Stadt, vom 11. August 2012; abgerufen am: 26. Februar 2015
31. ↑  Lutz Wilde: Denkmaltopographie Bundesrepublik Deutschland, Kulturdenkmale in Schleswig-Holstein. Band 2, Flensburg, S. 514
32. ↑  Flensburg. Freizeitangebote. St. Jürgen-Platz, abgerufen am: 12. November 2019
33. ↑  Flensburg. Freizeitangebote. Große St.-Jürgen-Treppe, abgerufen am: 12. November 2019
34. ↑  Gerret Liebing Schlaber: Vom Land zum Stadtteil. Flensburgs Stadtfeld und die eingemeindeten Dörfer in Bild und Wort ca. 1860–1930. Flensburg 2009. Seite 31
35. ↑  Lutz Wilde: Denkmaltopographie Bundesrepublik Deutschland, Kulturdenkmale in Schleswig-Holstein. Band 2, Flensburg, S. 516
36. ↑  Flensburger Tageblatt: Über den Dächern von Flensburg: Über 145 Stufen zum Superblick, vom: 30. August 2017; abgerufen am: 12. November 2019
37. ↑  Flensburg. Freizeitangebote. Große St.-Jürgen-Treppe, abgerufen am: 12. November 2019
38. ↑  Flensburger Tageblatt: Über den Dächern von Flensburg: Über 145 Stufen zum Superblick, vom: 30. August 2017; abgerufen am: 12. November 2019
39. ↑  Vgl. Dieter Pust: Flensburger Straßennamen. Gesellschaft für Flensburger Stadtgeschichte, Flensburg 2005, ISBN 3-925856-50-1, Artikel: Am Dammhof
40. ↑  Dieter Pust: Flensburger Straßennamen. Gesellschaft für Flensburger Stadtgeschichte, Flensburg 2005, ISBN 3-925856-50-1, Artikel: Strucksdamm
41. ↑  Lutz Wilde: Denkmaltopographie Bundesrepublik Deutschland, Kulturdenkmale in Schleswig-Holstein. Band 2, Flensburg, Seite 550
42. ↑  Andreas Oeding, Broder Schwensen, Michael Sturm: Flexikon. 725 Aha-Erlebnisse aus Flensburg! Flensburg 2009, Artikel: Bausünden.
43. ↑  Torsdagsholdet (Hrsg.): Flensborgs gadenavne. Flensborg 1995, S. 26
44. ↑  Flensburger Tageblatt: Stadtgeschichte: Einmalig: Flensburger Straßennamen, vom: 5. April 2018; abgerufen am: 5. April 2018
45. ↑  Dieter Pust: Flensburger Straßennamen. Gesellschaft für Flensburger Stadtgeschichte, Flensburg 2005, ISBN 3-925856-50-1, Artikel: Süderlücke
46. ↑  Lutz Wilde: Denkmaltopographie Bundesrepublik Deutschland, Kulturdenkmale in Schleswig-Holstein. Band 2, Flensburg, S. 582
47. ↑  Lutz Wilde: Denkmaltopographie Bundesrepublik Deutschland, Kulturdenkmale in Schleswig-Holstein. Band 2, Flensburg, Seite 616